# アル・ホスタック
アル・ホスタック（Al Hostak、本名：アルバート・ポール・ホスタック、1916年1月7日 - 2006年8月13日）は、アメリカ合衆国ミネソタ州出身の元プロボクサー。ミネアポリス生まれ。元世界ミドル級チャンピオン。スタンリー・ケッチェルにも擬せられた強打者。

## 略歴
チェコ系移民で、「獰猛なスラブ人」とも称された。1938年7月26日、シアトルでフレディ・スティールの持つNBA世界ミドル級タイトルに挑戦、僅か1回でKOし世界王者となる。同年11月、ソリー・クレガーに判定で敗れ王座を失うが、翌1939年6月27日、同じシアトルで行われた再戦で奪回。
しかし、1940年1月、トニー・ゼールとのノンタイトル戦では、初回に左フックでタフなゼールからダウンを奪ったものの、左手を痛めたのが響いて反撃を許し、判定負けを喫する。同年7月19日、両者はタイトルを賭けて対戦するが、ホスタックはゼールの強打に13回TKOされ、王座を失った。1949年引退。

## 通算戦績
84戦64勝（41KO）9敗11引分け